# Até Onde Ele Vai
Até Onde Ele Vai é uma série de televisão brasileira produzida pela Seriella Productions em parceria com o Univer Vídeo. Criada e escrita por Raphaela Castro em parceria com Cristiane Cardoso conta com direção de Felipe Cunha e Adolpho Knauth. É um spin-off da série Até Onde Ela Vai, desta vez usando uma perspectiva masculina e também baseada em fatos reais. A série estreou em 4 de abril de 2025 no streaming.
Conta com Caio Vegatti, Dani Ornellas, Aldo Perrota, Rômulo Weber, Henry Fiuka, Ilys Albuquerque, Emerson Felipe, Amanda Iglesias e Lucas Neves nos papéis principais.

## Enredo
Michael (Caio Vegatti) é um humilde morador de uma comunidade no Rio de Janeiro, tendo um temperamento difícil com vários problemas que o rodeiam. Ele cresceu em meio aos prazeres da ostentação, sendo distribuídos por membros ligados ao mundo do crime, até que um dia, o lugar onde mora sofre um ataque de uma facção rival, fazendo com que o protagonista pense nas consequências de suas escolhas.

## Elenco
| Ator             | Personagem                        |
| ---------------- | --------------------------------- |
| Caio Vegatti     | Michael da Silva Cerqueira (Mica) |
| Dani Ornellas    | Fátima da Silva Cerqueira         |
| Aldo Perrota     | Oswaldo da Silva Cerqueira        |
| Gisele Lima      | Wanessa Miranda                   |
| Rômulo Weber     | Múmia                             |
| Milena Melo      | Fernanda                          |
| Patrick Congo    | Rafael                            |
| Henry Fiuka      | Zé Bolinha                        |
| Ilys Albuquerque | Kerolyn                           |
| Eduardo Fraga    | Edmilson                          |
| Lucas Neves      | Maike                             |
| Kauã Rodriguez   | Lelin                             |
| Bryan Sant       | Mancha                            |
| Carlin Santi     | Catatau                           |
| Amanda Iglesias  | Brenda                            |
| Adriano de Jesus | Rambo                             |

### Participações Especiais
| Ator              | Personagem        |
| ----------------- | ----------------- |
| Louise Clós       | Bárbara           |
| Rafael Coimbra    | Arthur            |
| Juhlia Ficer      | Rafaela           |
| Emerson Felipe    | 2T                |
| Renan Dionata     | Demorô            |
| João Camargo      | Parasita          |
| Devilson Santos   | Marreta           |
| Bruno Borges      | Marmitex          |
| Bruno Carlos      | Fumaça            |
| Miguel Geraldelli | Micahel (criança) |

## Produção
Após a grande repercussão de Até Onde Ela Vai, Raphaela Castro anunciou no segundo semestre de 2024 a produção de uma versão masculina, recebendo o mesmo título, mas com a palavra Ele no lugar de Ela, com as gravações se iniciando em janeiro de 2025.

### Escolha do elenco
O primeiro nome anunciado foi o de Caio Vegatti para fazer o protagonista Michael. Logo depois, foram confirmados os nomes de Julhia Ficer, Rômulo Weber e Henry Fiuka, além da Seriella manter suspense sobre a escalação do restante do elenco, lançando enigmas pelas redes sociais e divulgando apenas os nomes dos personagens.